# ともやん
ともやん（1997年9月23日 - ）は、日本のYouTuber、元プロ3x3選手。大阪府守口市出身。本名、嶋津 友稀（しまづ ともき）。身長175cm、体重68kgで、ポジションはガード 。
YouTuberとしては守口市を拠点とする5人組チーム「Lazy Lie Crazy」の一員として活動する他、バスケットボールに関する動画を扱う個人チャンネルを持つ。
バスケットボール選手としては2019年に3x3.EXE PREMIERのOSAKA DIME.EXEと契約し、プロ選手として活動した。

## 来歴
小学2年生の頃にバスケットボールを始め、守口市立第一中学校時には大阪府の選抜チームに選ばれる。近畿大学付属高等学校バスケットボール部では3年次の2015年にインターハイ、国体、ウインターカップに出場。ウインターカップではポイントガードとして、後にプロ選手となる寺嶋良を擁する洛南高校と対戦、これを破ってベスト8に進出した。
2016年、系列の近畿大学に進学するも、もともと高校卒業をもってバスケットボールをやめる予定だったともやんはバスケットボールに入部せず、違う分野で有名になろうと考えるようになる。2017年8月、もともとTwitter上で動画をアップロードしていた「どば師匠」ら4人と共に「Lazy Lie Crazy」を結成、YouTuberとして活動を始める。
2019年3月、3x3.EXE PREMIER所属のOSAKA DIME.EXEと選手契約を結ぶ。登録名は嶋津友稀。このシーズンでともやんはチームで2番目に多い17試合に出場し、1試合平均1.88得点の記録を残した。同6月には富樫勇樹と1対1で対戦する動画をYouTubeにアップロードし、再生数は約3か月で300万回を超えた。
2020年3月、BS-TBSの開局20周年記念ドラマとして放送された『左手一本のシュート』に出演。
同年、新型コロナウイルス感染症の世界的流行によってインターハイが中止になったことを受け、出場機会を奪われた高校生たちを元気づけるための動画作りを企画し、ともやんと同じ1997年生まれの八村塁ら15人のプロ選手と共に作られた動画は5月13日に公開された。また2020年には近畿大学を卒業し、新型コロナウイルスの感染を防ぐためインターネット配信によって行われた同学の卒業式では、同じく卒業を迎えた近大生YouTuberとともにフリートークを行った。
2021年6月、文春オンラインにてコロナ禍における緊急事態宣言下に、あやなんの誕生日パーティーとして催された大人数でのYouTuberらの飲み会に参加していたことが報じられ、謝罪した。

## 書籍
- 『ともやんと一緒に学ぶテクニック編　＃バスケを楽しめ』（2019年9月12日、KADOKAWA） ISBN 9784048965903
- 『明日はもっといい日になる』（2021年12月9日頃予定、KADOKAWA）

## 参考資料
- 今井麻椰「強いとか、弱いとか、そうじゃないバスケを Lazy Lie Crazy ともやん&どば師匠」『ダブドリ VOL.8』2020年2月15日、旺史社、ISBN 978-4-87119-609-3